# Odgrobadogroba
Odgrobadogroba é um filme de drama esloveno de 2005 dirigido e escrito por Jan Cvitkovič. Foi selecionado como representante da Eslovênia à edição do Oscar 2006, organizada pela Academia de Artes e Ciências Cinematográficas.

## Elenco
- Gregor Bakovic - Pero
- Drago Milinovic - Suki
- Sonja Savic - Ida
- Mojca Fatur - Renata
- Domen Remskar - Dzoni
- Brane Gruber - Dedo
- Natasa Matjasec - Vilma